# Check Point
Check Point Software Technologies Ltd. là một công ty đa quốc gia Israel chuyên cung cấp phần mềm và sản phẩm phần cứng và phần mềm kết hợp để bảo mật công nghệ thông tin, bao gồm an ninh mạng, bảo mật thiết bị đầu cuối, bảo mật di động, bảo mật di động và quản lý an ninh.
Tính đến  năm 2016 công ty có khoảng 4.000 nhân viên trên toàn cầu. Trụ sở chính đặt tại Tel Aviv, Israel, công ty có trung tâm phát triển tại Israel, California (ZoneAlarm), Thụy Điển (trước kia là Trung tâm Phát triển Dữ liệu Bảo vệ), và Belarus. Công ty có các văn phòng chính tại Hoa Kỳ, tại, ở San Carlos, California, ở Dallas, Texas, và tại Ottawa, Ontario (Canada).

## Lịch sử
Check Point được thành lập tại Ramat-Gan, Israel vào năm 1993, bởi Gil Shwed (giám đốc điều hành tính đến  năm 2016), Marius Nacht (chủ tịch hội đồng quản trị tính đến  năm 2016) và Shlomo Kramer (rời Check Point năm 2003).

## Sản phẩm
Check Point cung cấp các sản phẩm chính sau:
- Network Security
- Software Defined Protection
- Public and Private Cloud Security
- Data Security
- ThreatCloud
- ThreatCloud IntelliStore
- Virtual Systems
- Endpoint Security
- Mobile Security
- Security Management
- Document Security (dòng sản phẩm Capsule Docs)[4]
- Zero-day Protection (dòng sản phẩm ứng dụng SandBlast)[5]
- Mobile Security (dòng sản phẩm Mobile Threat Prevention)[6]

## Mua lại

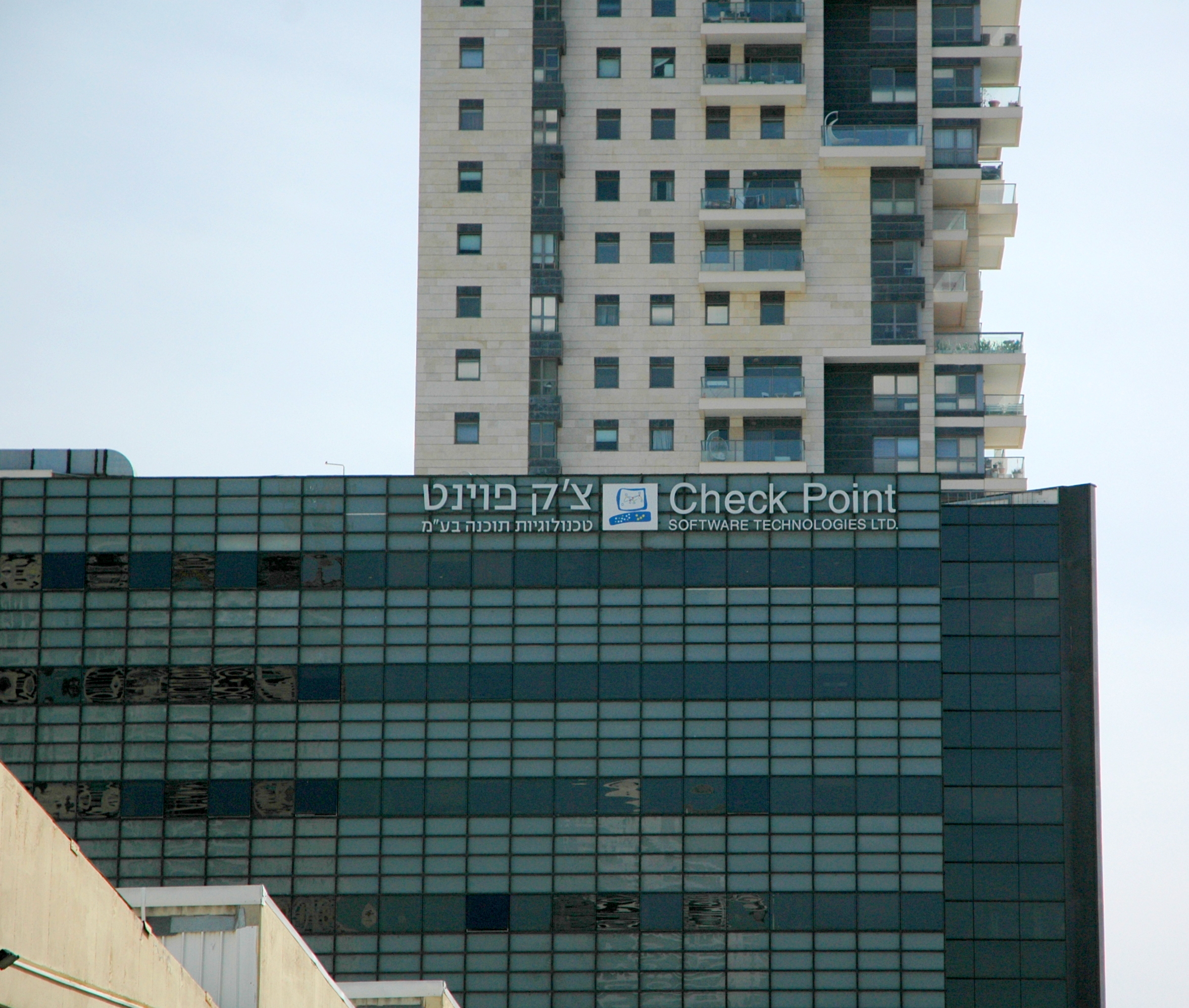
Văn phòng Check Point, Tel Aviv